# Arahant
Arhant (pāli.) (sanskr. arahat; hindi Arihant अरिहन्त; tyb. draciompa; chiń. 阿羅漢 āluóhàn lub 羅漢 luóhàn; kor. arahan 아라한; jap. arakan, rakan; wiet. A-la-hán). Nazwa pochodzi od pālijskiego araha = godny, stąd – arahanta, arahant.
Popularna ludowa etymologia wyprowadza słowo od sanskryckiego ari „wróg” i hanti „zabił/ła”, gdzie „wróg” to trucizny skalań. Tybetańskie tłumaczenie draciompa („Niszczyciel Wrogów”) opiera się na tej etymologii.

## Buddyzm
W buddyzmie istnieje wiele szkół – co za tym idzie, różne jest rozumienie słowa „arahant”. Pomimo to wspólnie wszyscy buddyści uznają, że arhant „nie czeka już na nowe życie”. Co oznacza dostąpienie przez tę osobę oświecenia.

### Wczesne szkoły buddyjskieitheravada

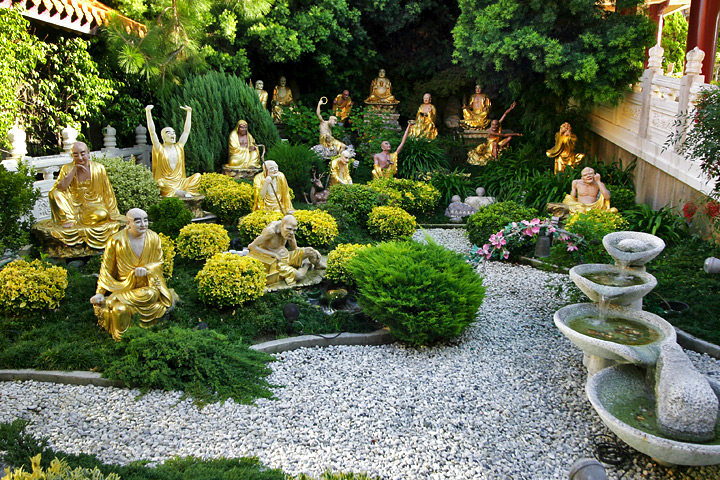
Ogród przedstawiający opisy różnych arhatów (świątynia Hsi Lai, Kalifornia)

We wczesnych szkołach buddyjskich i tradycji theravādy to istota, która osiągnęła Oświecenie – spełniła arahattamagga, czyli ścieżkę wiodącą ku Oświeceniu. Jest to czwarty stopień „świętości”:
- „Wkraczający w strumień” (pāli. sotāpanna)
- „Raz powracający” (pāli. sakadāgāmi)
- „Nie powracający” (pāli. anāgāmī)
- Arahant

Arahant to synonim buddy, często pojawiający się w Kanonie palijskim jako jedno z dziesięciu określeń oświeconego. W theravādzie często używa się tego słowa na określenie oświeconego ucznia Sidhatthy Gotamy. Arahant to ostateczny cel ścieżki – wyzwolenie się ostatecznie z wszystkich 10 pęt (pāli. saṃyojana):
- Pięć niższych pęt:

1. Poglądy o samoidentyfikacji (pāli. sakkāya-diṭṭhi)
2. Niepewność (pāli. vicikicchā)
3. Wiara we wskazania i rytuały (pāli. sīlabbata-parāmāsa)
4. Pożądanie zmysłowości (pāli. kāmacchanda)
5. Zła wola (pāli. vyāpādo)

- Pięć wyższych pęt:

1. Pragnienie materialnego istnienia (pāli. rūpa-rāga)
2. Pragnienie niematerialnego istnienia (pāli. arūpa-rāga)
3. Próżność (pāli. māna)
4. Nieuważność (pāli. uddhacca)
5. Ignorancja (pāli. avijjā)

Zdobywa tym samym moce nadnaturalne, lecz nie one są najważniejsze. Po śmierci przechodzi w Parinibbanę („Ostateczne Zdmuchnięcie”).

### Mahajana
Tutaj arahant nie jest tożsamy z Buddą, a jedynie uznaje się go za oświeconego ucznia Buddy (pāli. savakabuddha, sanskr. śrāvaka).

## Dżinizm
W dżinizmie, termin arhat (lub arihant) jest synonimem dla Dżaina lub Tirthankara. Dżinijska Navakar Mantra zaczyna się od słów „Namo Arhantanam”. Arihant zniszczył wszelaką karmę (ari = wróg, hant = niszczyciel) i tak osiągnął Nirwanę.